# Wyspa koralowa

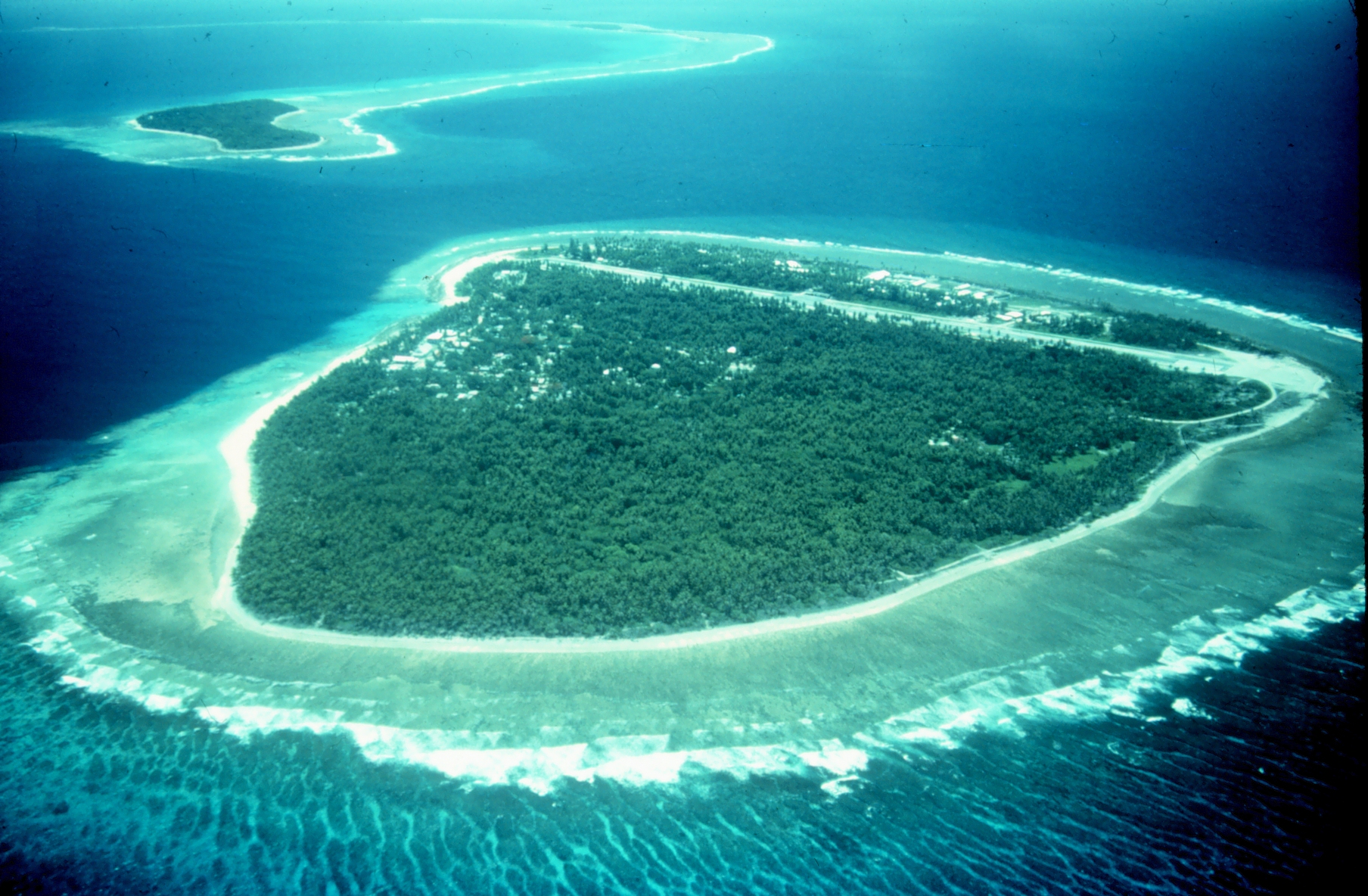
Wyspa koralowa na Pacyfiku

Wyspa koralowa – wyspa będąca wynurzoną częścią rafy koralowej.
Wiele wysp koralowych należy do typu atoli z laguną w środku, ale wyspy koralowe mogą też reprezentować wynurzone fragmenty bariery koralowej, pozbawione laguny.
Ze względu na to, że rafy koralowe rozwijają się wyłącznie w morzach ciepłych, wyspy koralowe spotyka się w obszarach równikowych i podzwrotnikowych.
Do bardziej znanych wysp koralowych należą wyspy archipelagu Bahamy, a także:
- Jarvis
- Niue
- Baker
- Howland
- Kiritimati
- Pemba.